# Diplectrona bulla
Diplectrona bulla is een schietmot uit de familie Hydropsychidae. De soort komt voor in het Australaziatisch gebied.